# Коель малий
Кое́ль малий (Microdynamis parva) — вид зозулеподібних птахів родини зозулевих (Cuculidae). Мешкає на Новій Гвінеї та на сусідніх островах. Це єдиний представник монотипового роду Малий коель (Microdynamis).

## Підвиди
Виділяють два підвиди:
- M. p. grisescens Mayr & Rand, 1936 — північ і північний схід Нової Гвінеї (від затоки Йос-Сударсо[en] до річки Кумусі[en]);
- M. p. parva (Salvadori, 1876) — південь Нової Гвінеї і острови Д'Антркасто.

## Поширення і екологія
Малі коелі живуть у вологих тропічних лісах Нової Гвінеї. Зустрічаються на висоті до 1450 м над рівнем моря. Практикують гніздовий паразитизм.